# Héctor Álvarez
Pour les articles homonymes, voir Álvarez et Martinez.
Álvarez  Martinez est un nom espagnol. Le premier nom de famille, en général paternel, est Álvarez ; le second, en général maternel, souvent omis, est Martinez.
Héctor Álvarez Martinez, né le 12 décembre 2006 à Benidorm, est un coureur cycliste espagnol membre de l’équipe Lidl-Trek Future Racing.

## Biographie

### 2023-: carrière amateure

#### 2023-2024: Lucta - Granja Rinya - InfinObras
En 2023, Álvarez signe un contrat avec la formation amateure Lucta - Granja Rinya - InfinObras. Durant la saison, il remporte le classement général du Tour de Talavera et termine deuxième du Tour de Pampelune.
En 2024, il réalise une excellente saison en remportant plusieurs classements généraux sur des courses espagnoles. En catégorie juniors, il gagne La Philippe Gilbert,, le Tour de Pampelune, le Tour de Guipuscoa et le Grand Prix La Pobla Llarga. Il réalise également des places d'honneurs sur le Tour de la Ribera del Duero et le championnat d'Europe sur route. Il compte également des victoires sur des compétitions élites, comme le classement général du Tour de Cantabrie,,,,.

#### Depuis 2025: Lidl - Trek Future Racing
En fin d'année 2024, il intègre la formation développement de l'équipe Lidl-Trek, et est cité comme l'un des espoirs  du cyclisme espagnol. En avril, il termine 12e de l'Olympia's Tour et 3e du classement des jeunes. Le mois suivant, il prend le départ du Grand Prix Miguel Indurain avec l'équipe professionnelle.

## Palmarès sur route

### Par année
- 2023
  - Tour de Talavera
    - Classement général
    - 1re étape

  - 2e du Tour de Pampelune
- 2024
  - La Philippe Gilbert Juniors
    - Classement général
    - 2e étape

  - Tour de Cantabrie
    - Classement général
    - 2e et 3e étapes

  - Coupe des Nations en Hongrie
    - Classement général
    - 1re étape

  - Tour de Pampelune juniors
    - Classement général
    - 1re étape

  - Tour de Guipuscoa juniors
    - Classement général
    - Prologue et 1re étape

  - Classement général de l'Eroica juniors
  - 2e étape du Guido Reybrouck Classic
  - 2e étape de la Vuelta a la Montaña Central de Asturias
  - Grand Prix Ayuntamiento de Villamanín
  - Grand Prix La Pobla Llarga juniors
  - 2e du championnat d'Europe sur route juniors
  - 2e du Tour de la Ribera del Duero juniors
  - 2e de la Vuelta a la Montaña Central de Asturias

## Palmarès sur piste

### Championnats d'Europe
| Édition / Épreuve             | Omnium |
| Anadia 2023 (juniors)         | Or     |
| Anadia 2025 (moins de 23 ans) | Or     |